# 何士祁
何士祁（？—？），字仲景，号竹芗，浙江山阴县（今浙江绍兴市）人，进士出身，清朝政治人物。

## 生平
道光二年（1822年）壬午恩科進士，善书画。任元和知县。道光十二年（1832年）擢任川沙厅事，创纂《川沙厅志》，捐建观澜书院，道光二十九年（1849年），在川沙古城墙东南角上建造了魁星阁。咸豐元年（1851年）接替顾兰徵任江苏松江府知府一职。任内曾将徐璋遗作《松江邦彦画像》藏於府学。